# 増進回収法

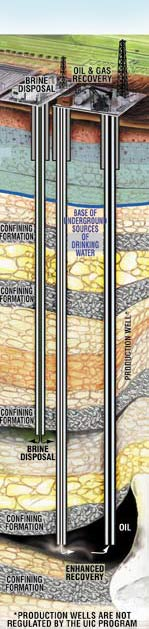
増進回収法に使用される注入井。

増進回収法（ぞうしんかいしゅうほう、英: Enhanced oil recovery、EOR）または、三次回収法とは、他の方法では抽出できない油田から、原油を採取する技術である。一次および二次回収技術が地表と地下井の間の圧力差に依存するのに対し、増進回収法では、原油の物理的または化学的性質を変化させ、より抽出しやすくする。増進回収法を使用することで、油層から30 - 60%以上の原油を採取できる場合があり、石油採掘の一次回収および二次回収での20 - 40%に比べて大幅に向上している。
主な増進回収法の技術は、二酸化炭素注入、その他のガス注入、熱的増進回収法、化学的増進回収法である。また、より進んだ実験的技術は、四次回収法と呼ばれる。二酸化炭素注入法は、最も一般的な方法である。この方法では、枯渇した油田に二酸化炭素を注入し、その大部分を地下に留める。
通常、二酸化炭素注入法は自然に存在する地下の二酸化炭素を使用して行われるが、工業施設の排ガスから回収された二酸化炭素を使用する場合もある。この方法では、一部の排出物が大気中に放出されるのを防ぐことができる。しかし、このプロセスが気候にとって有益かどうかについては議論の必要がある。増進回収法の運用はエネルギー集約的であり、その結果さらなる排出が生じ、また抽出された原油が燃焼される際にも排出が発生するためである。
増進回収法は、原油生産コストを増加させるが、原油価格が高い場合には経済的に魅力的となる。アメリカ合衆国エネルギー省は、200億トンの回収された二酸化炭素を使用することで、670億バレルの経済的に回収可能な原油が生産可能であると推定している。国内原油生産を強化する手段として、アメリカの連邦税法は1979年に増進回収法のための優遇措置を盛り込み始めた。

## 目的
原油の開発および生産には、一次回収、二次回収、三次回収（または増進回収）という最大3つの異なる段階がある。一次回収では、油層の自然圧力や重力によって原油が井戸内に押し出される。これに加え、ポンプなどの人工揚水技術を使用して、原油を地表まで引き上げる。しかし、一次回収で採取されるのは、油層内の原油の約10%に過ぎない。二次回収技術では、水やガスを注入して原油を押し出し、生産井戸に移動させることで油田の生産寿命を延ばす。これにより、元の油層内原油の20 - 40%を回収することが可能となる。
三次回収、または増進回収技術では、油層内原油の30 - 60%以上を最終的に回収できる可能性がある。

## 方法
主要な増進回収技術の分類は、以下の通りである。
炭酸ガス圧入攻法地下に二酸化炭素を注入して原油を回収する。
その他のガス注入増進回収法炭酸ガス圧入攻法と類似しているが、天然ガスや窒素など他のガスを注入する。
熱増進回収法水蒸気を用いて地下の原油を加熱し、粘度を低下させることで、移動を容易にする。この方法は主に重質油層に適用される。
化学増進回収法水溶性ポリマーや界面活性剤を注入水に添加する。ポリマーを含む水は高粘性で、原油を含む地層の孔隙からより多くの原油を押し出すことができる。界面活性剤は原油の表面張力を低下させ、水による移動を促進する。
その他の増進回収法微生物増進回収法（油層に微生物を注入）や、油層内で一部の原油を燃焼させて熱やガスを生成し、原油の移動を助ける燃焼増進回収法など、その他の技術が含まれる。
2017年の世界の増進回収法プロジェクトは、全374プロジェクトあった。内訳は、炭酸ガス圧入攻法が44%、その他のガス注入増進回収法が12%、熱増進回収法が32%、化学増進回収法が9%、その他の増進回収法が2%である。

### 二酸化炭素やその他のガスの注入

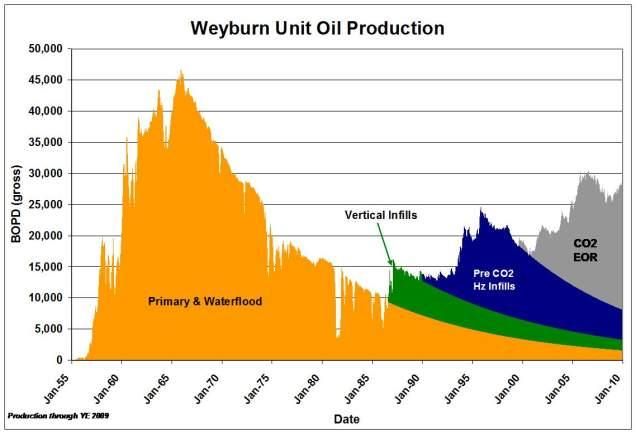
ウェイバーン・ミデール二酸化炭素プロジェクトでは、増進回収法の導入前後で原油生産量の変化が観察されている。

ガス注入（混和フラッディング）は、現在最も一般的に使用されている増進回収法である。ガス注入は、油層に混和ガスを注入するプロセス全般を指す。このプロセスは、原油とガス間の界面張力を低下させることで、原油の移動効率を向上させ、油層圧力を維持する。これは、2つの流体間の界面を除去することを意味し、完全な置換効率を可能にする。使用されるガスには、二酸化炭素、天然ガス、窒素などがある。最も一般的に使用されるガスは二酸化炭素である。原油の粘度を低下させ、液化石油ガスよりもコストが低いためである。二酸化炭素注入による原油移動は、二酸化炭素と原油の混合物の相挙動に依存している。これは、油層の温度、圧力、および原油の組成に強く依存する。
二酸化炭素を使用した増進回収法の研究は1952年に初めて行われ、特許が取得された。このプロセスは、1977年にテキサス州のスカリー郡で初めて商業的に試みられた。それ以降、この技術はパーミアン盆地地域で広く使用されるようになり、現在では多くの州でさらに積極的に取り組まれている。また、この技術は中国をはじめとする世界各地でも積極的に採用されている。
炭酸ガス圧入攻法プロジェクトで使用される二酸化炭素の大部分は、地下の自然発生的な二酸化炭素の堆積物から得られている。一部の二酸化炭素は、天然ガス処理プラントなどの産業施設から回収され、二酸化炭素回収・貯留技術を使用して貯留されている。

#### 超臨界二酸化炭素
二酸化炭素は、610メートル（約2,000フィート）以上の深さにある油層で効果的である。この深さでは、二酸化炭素は超臨界流体状態になる。高圧で軽質な原油の場合、二酸化炭素は原油と混和し、原油が膨張して粘度が低下するほか、油層岩との表面張力の低下をもたらす。一方、低圧の油層や重質油の場合、二酸化炭素は不混和流体を形成するか、原油と部分的にしか混合しない。そのため、原油の膨張や粘度の大幅な低下が起こる。
これらの用途では、注入された二酸化炭素の約半分から3分の2が採掘された原油とともに回収され、運用コストを抑えるために再注入される。残りの二酸化炭素は、油層内にさまざまな方法で捕捉される。二酸化炭素は、溶媒として、プロパンやブタンなどの同様に混和可能な流体よりも経済的な利点がある。

#### 水代替ガス注入法
水代替ガス注入法は、増進回収法で使用される別の技術である。ここでは、二酸化炭素に加えて水が使用される。この際、炭酸塩層への影響を避けるため、食塩水が利用される。水と二酸化炭素を油井に注入することで、より多くの原油の回収が可能になる。これらは、一般的に油との混和性が低いため、二酸化炭素の流動性が低下し、原油の押し出し効果が向上するためである。Kovscekの研究によれば、少量の二酸化炭素と水を交互に注入することで、原油の迅速な回収が可能になる。また、Dangによる2014年の研究では、低濃度の食塩水を使用することで、より多くの原油を回収でき、地球化学的相互作用が強化されることが示されている。

### 熱による注入法

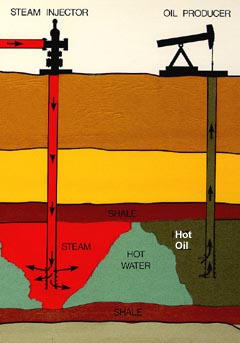
水蒸気フラッディング技術。

加熱法を用いたアプローチでは、油層内の原油を加熱して粘度を低下させるか、一部の原油を蒸発させて流動比を低下させる。この加熱により、表面張力が低下し、原油の浸透性が向上する。加熱された原油が蒸発して凝縮することで、回収効率が向上する。加熱方法には、水蒸気圧入法、水蒸気フラッディング法、および燃焼法がある。これらは掃引効率と置換効率を改善する。水蒸気圧入法は1960年代からカリフォルニア州の油田で商業的に使用されている。ソーラー熱増進回収法では、太陽光パネルを使用して水蒸気を生成させる。

#### 水蒸気フラッディング法
水蒸気フラッディング法は、水蒸気を水注入と似たパターンで油井に注入し、油層に熱を与える方法である。水蒸気は、やがて熱水に凝縮する。水蒸気ゾーンでは原油が蒸発し、熱水ゾーンでは原油が膨張する。その結果、原油が膨張し、粘度が低下して浸透性が向上する。このプロセスは、周期的に行う必要がある。また、これが現在使用されている主要な増進回収法プログラムである。

#### 火炎フラッディング法
火炎フラッディング法は、原油の飽和度と空隙率が高い場合に最適である。この方法では、油層内で直接熱を発生させる。酸素含有量の多い空気またはガス混合物を、連続的に注入することで、火炎前線を維持する。燃焼による熱は、原油の粘度を低下させ、油層内の水を蒸発させて水蒸気を生成させる。この水蒸気、熱水、燃焼ガス、蒸留溶媒の層が、火炎の前方の原油を押し出す。
火炎フラッディング法には、以下の3つの種類がある。
- ドライフォワード燃焼：点火装置で油田に火をつけ、火炎が進むにつれて原油が生産井に向かって押し出される。

- リバース燃焼：空気注入と点火が反対方向から行われる。

- ウェット燃焼：火炎直後に水を注入し、熱岩石によって水蒸気に変化させる。この水蒸気は、火炎を抑制し、熱を均等に広げる。

### 化学注入法
化学物質注入法では、通常は希薄溶液を使用して移動性を向上させ、表面張力を低下させることができる。アルカリ注入や腐食性溶液注入では、油層内の油に自然に含まれる有機酸と反応して石鹸が生成する。これにより、界面張力が十分に低下し、生産量が増加することがある。ポリマー注入法では、水溶性ポリマーを希薄溶液として注入し、水の粘度を上げることで、一部の油層での回収量を増加させる。また、界面活性剤（例：石油スルホン酸エステルや、生物界面活性剤のラムノリピドなど）を希薄溶液として注入し、表面張力や毛細管圧を低下させ、油滴の移動を妨げる力を減少させる。この効果は、エトベス数で分析される。特殊な油・水・界面活性剤の組み合わせであるマイクロエマルジョンは、表面張力の低減に効果的である。ただし、これらの方法の適用は、化学物質のコストや、油層岩への吸着・損失が制約となることが多い。これらの化学物質は、複数の井戸に注入され、隣接する井戸から生産が行われる。

#### 重合体フラッディング法
重合体フラッディング法では、長鎖重合体分子を注入水に混合し、水の粘度を上昇させる。この方法は、水と原油の移動比を改善することで、鉛直方向および面積方向の掃引効率を向上させる。
界面活性剤は、重合体や高分岐型ポリグリセロールと併用されることがある。これにより、油と水の界面張力が低下させる。また、残留油飽和度が減少し、プロセスの巨視的な効率が向上する。
一次界面活性剤には、共界面活性剤、活性ブースター、共溶媒が追加され、製剤の安定性を高めている。
苛性洪水法では、水酸化ナトリウムを注入水に加える。この方法では、表面張力を低下させ、岩石の濡れ性を逆転させ、原油のエマルションを促進させ動きやすくし、岩石から原油を引き出す。

#### 低塩分ナノ流体
ナノ粒子を用いた増進回収法は、ナノ粒子、ナノ流体、ナノエマルションといった、3つの方法により強化される。ナノ流体は、コロイド懸濁液中のナノ粒子を含む基礎流体である。ナノ流体は、増進回収法において、毛管圧力の解消、チャンネルのプラグ形成、界面張力の低下、移動比の改善、濡れ性の変化、アスファルテン析出の防止といった機能を果たす。ナノ流体は、油滴を取り除くために界面で凝集するための圧力を与えるか、濡れ性変化や界面表面張力低下が、増進回収法の代替メカニズムとして機能する。

### その他の増進回収法

#### 微生物注入法
微生物注入法は、微生物攻法の一環で、コストが高いことや微生物による原油分解の開発が広く行われていないため、ほとんど使用されていない。これらの微生物は、長鎖炭化水素分子の部分的な分解、生物系界面活性剤を生成、二酸化炭素を放出することで機能する。
微生物注入方を実現させるために、3つのアプローチが用いられてきた。1つ目は、細菌培養物と炭水化物（糖蜜など）の栄養源を混合し、油層に注入する方法である。2つ目は、1985年以降に使用されており、既存の微生物群を育成するために栄養素を地中に注入する。これらの栄養素は、細菌が地下で原油を代謝する際に使用する、天然界面活性剤の生産を増加させる。注入された栄養素が消費されると、微生物はほぼ休眠状態になり、外部が親水性となり、油と水の界面領域に移動する。そこで、より大きな油塊から油滴を形成し、これにより油滴が井戸口に移動しやすくなる。この方法は、フォー・コーナーズ付近の油田や、カリフォルニア州・ビバリーヒルズのビバリーヒルズ油田で使用されている。
3つ目は、原油中のパラフィン成分の問題に対処するために使用される。これらの成分は、原油が地表に流れる際に沈殿する傾向がある。これは、地球表面が石油堆積物よりもかなり低温であるためである（通常、深さ304.8 メートルごとに9 - 14 °Cの温度低下が発生する）。

#### プラズマパルス技術
プラズマパルス技術は、2013年にロシアからアメリカに導入された。この技術は、既存の井戸の生産量を50％改善する可能性がある。

## 経済的コストと便益
増進回収法に二酸化炭素を使用する場合、1 トンあたり0.5 - 8.0ドルのコストがかかる。一方で、石油の採取量が増加することによる経済的利益が得られるが、現在の原油価格によって収益が変動する。陸上増進回収法では、原油価格が15 - 20ドル/バレルの場合、注入した二酸化1 トンあたり10 - 16ドルの純利益が得られている。原油価格は多くの要因に依存するが、これが増進回収法の経済的適合性を決定する場合がある。価格が高いほど、より多くの手法や高コストの手法が経済的に実行可能となる。原油価格が約90ドル/バレルの場合、経済的利益は二酸化炭素1 トンあたり約70ドルである。アメリカ合衆国エネルギー省によると、20億トンの回収された二酸化炭素を使用することで、経済的に回収可能な67億バレルの原油を生産できると推定されている。
1986年から2008年にかけて、増進回収法による石油生産量の割合は、石油需要の増加と供給の減少により、0.3%から5%に増加した。

## 環境への影響
増進石油回収井戸は、通常、大量の産出水を地表に排出する。この水には鹹水が含まれ、場合によっては毒性がある重金属や天然由来の放射性物質も含まれることがある。これらは、適切に管理されない場合、飲料水源や環境全般に対して非常に有害となる可能性がある。土壌や水質汚染を防ぐため、処理井戸が使用され、産出水が地下深部に注入される。

### 温室効果ガス排出量
二酸化炭素は、天然ガス処理施設や石炭火力発電所などの産業施設の煙道ガスから回収することができる。回収された二酸化炭素が増進回収法に使用される場合、このプロセスは二酸化炭素増進回収法と呼ばれ、二酸化炭素回収・貯留の一形態とされている。
二酸化炭素回収を伴う増進回収法が気候にとって有益であるかについては議論がある。増進回収法プロセスは、エネルギー集約的であり、二酸化炭素の損失を最小限に抑えるために、何度も二酸化炭素を分離し再注入する必要がある。二酸化炭素の損失が1%に抑えられる場合でも、増進回収作業に必要なエネルギーによって、隔離された二酸化炭素1 トンあたり約0.23 トンの二酸化炭素排出が生じる。
さらに、増進回収法で採取された原油が燃焼されると、二酸化炭素が放出される。これらの排出量を計算に含めると、二酸化炭素回収と増進回収法を組み合わせることは、二酸化炭素回収を全くしない場合と比較して、全体の排出量が増加することが分かった。一方で、採取された原油の燃焼による排出量を計算から除外すると、二酸化炭素回収と増進回収法を組み合わせることで、排出量が減少することが示されている。この排出量を除外する主張では、増進回収法によって生産された原油が、従来の方法で生産された原油に取って代わると仮定されており、世界全体の原油消費量が増加するわけではないとされている。2020年のレビューでは、二酸化炭素回収と増進回収法が排出量を増加させるか減少させるかについて、科学論文ではほぼ均等に意見が分かれていることが明らかになった。
国際エネルギー機関の原油供給と需要のモデルでは、増進回収法で生産された原油の約80%が、市場の他の原油に取って代わると示されている。このモデルによると、従来の増進回収法によって生産された原油を燃焼させると、増進回収法プロセス自体で排出される0.24 トンの二酸化炭素に加え、回収された二酸化炭素1 トンあたり、0.13 トンの二酸化炭素排出が発生することになる。
増進回収法で使用される二酸化炭素が、地下の二酸化炭素貯留層から調達される場合（通常はこれが一般的）、増進回収法は気候に対する利益を提供しない。

## 政府のプログラムと規制

### アメリカ合衆国
アメリカでは、一般的な原油生産だけでなく、二酸化炭素回収・有効利用を目的とした増進回収法の開発も、規制によって支援が遅れる可能性がある。
国内の石油生産を増やす手段として、アメリカの連邦税法は1979年に、増進回収法へのインセンティブを導入した。当時、原油はまだ連邦の価格統制下にあった。1986年には、アメリカ連邦増進回収法税制優遇措置により、15%の税額控除が法制化され、二酸化炭素を使用した増進回収法による石油生産が急速に増加した。
2021年のインフラ投資雇用法では、二酸化炭素回収・貯留実証プロジェクトのために30億ドル以上が指定されている。また、同様の額が、回収、輸送、貯留、利用を対象とした地域二酸化炭素回収・貯留ハブに提供されている。さらに、二酸化炭素輸送インフラを支援するために、年間で数億ドルが割り当てられている。
2022年のインフレ抑制法は、二酸化炭素回収・貯留を促進するため、税制優遇措置を改定した。この法律の下では、塩類地層への二酸化炭素貯留の場合に、1 トンあたり最大85ドル、増進回収法に使用される場合には、最大60ドルの税額控除が受けられる。アメリカ合衆国内国歳入庁は、企業からの書類によって隔離された二酸化炭素の量に関する主張を裏付けているが、独自の調査は行っていない。しかし、2020年には、連邦調査により、45Q税額控除を申請した者が10億ドルのうち約9億ドル分について、地質学的貯留が成功したことを証明する書類を提出していなかったことが判明した。
増進回収法を規制する主要な法律の一つは、1974年に制定された安全飲料水法であり、この法律により増進回収法や同様の原油回収操作に関する規制権限の大部分がアメリカ合衆国環境保護庁に与えられている。アメリカ合衆国環境保護庁は、この権限の一部を自らの地下注入規制プログラムに委譲し、残りの多くを州政府や部族政府に委ねている。その結果、増進回収法規制の大部分は安全飲料水法が定める最低要件の下、地域ごとに異なる規制が適用されることとなった。また、アメリカ合衆国環境保護庁はこれらの地域政府や個々の油井から情報を収集し、大気浄化法などの連邦規制に従うことを確認している。大気浄化法は、二酸化炭素回収操作に関する報告ガイドラインを規定するものである。大気に関する問題だけでなく、連邦ガイドラインの大部分は、二酸化炭素注入がアメリカの水路に重大な損害を与えないことを保証することを目的としている。全体として、増進回収法の規制が地域性を持つことは、異なる地域で異なる基準が適用されるため、プロジェクトを困難にすることがある。これにより、建設が遅れたり、同じ技術を利用するために異なるアプローチが求められる場合がある。
アメリカ合衆国環境保護庁は、飲料水源を保護するために地下注入規制を発行している。増進回収法での油井は、アメリカ合衆国環境保護庁によって「クラスII」油井として規制されている。この規制では、油井の運営者に対して、回収に使用された食塩水を、「クラスII」廃棄井の深部に再注入することが義務付けられている。